# إينيغو أوروزكو
إينيغو أوروزكو (بالإسبانية: Iñigo Orozco)‏ هو لاعب كرة قدم إسباني في مركز الهجوم، ولد في 8 أكتوبر 1993 في سان سيباستيان في إسبانيا. لعب مع نادي أموريبايتا ونادي سيستاو ريفر.